# Флорешть (комуна, Прахова)
Флорешть, Флорешті (рум. Florești) — комуна у повіті Прахова в Румунії. До складу комуни входять такі села (дані про населення за 2002 рік):
- Кап-Рошу (292 особи)
- Келінешть (414 осіб)
- Кетіна (1317 осіб)
- Новечешть (752 особи)
- Флорешть (4859 осіб)

Комуна розташована на відстані 69 км на північ від Бухареста, 19 км на північний захід від Плоєшті, 71 км на південь від Брашова.

## Населення
За даними перепису населення 2002 року у комуні проживали 7634 особи.
Національний склад населення комуни:
| Національність | Кількість осіб | Відсоток |
| -------------- | -------------- | -------- |
| румуни         | 7455           | 97,7%    |
| цигани         | 169            | 2,2%     |
| угорці         | 8              | 0,1%     |
| німці          | 1              | < 0,1%   |
| італійці       | 1              | < 0,1%   |

Рідною мовою назвали:
| Мова       | Кількість осіб | Відсоток |
| ---------- | -------------- | -------- |
| румунська  | 7555           | 99,0%    |
| циганська  | 70             | 0,9%     |
| угорська   | 7              | 0,1%     |
| німецька   | 1              | < 0,1%   |
| італійська | 1              | < 0,1%   |

Склад населення комуни за віросповіданням:
| Релігія        | Кількість осіб | Відсоток |
| -------------- | -------------- | -------- |
| православні    | 6940           | 90,9%    |
| п'ятдесятники  | 471            | 6,2%     |
| бретрени       | 101            | 1,3%     |
| адвентисти     | 49             | 0,6%     |
| римо-католики  | 19             | 0,2%     |
| не релігійні   | 13             | 0,2%     |
| баптисти       | 12             | 0,2%     |
| старообрядці   | 11             | 0,1%     |
| греко-католики | 7              | 0,1%     |
| лютерани       | 3              | < 0,1%   |
| реформати      | 1              | < 0,1%   |
| атеїсти        | 1              | < 0,1%   |

## Зовнішні посилання
- Дані про комуну Флорешть на сайті Ghidul Primăriilor